# Marufa Akter
Marufa Akter (bengalisch মারুফা আক্তার, * 1. Januar 2005 in Nilphamari, Bangladesch) ist eine bangladeschische Cricketspielerin die seit 2022 für die bangladeschische Nationalmannschaft spielt.

## Kindheit und Ausbildung
Marufa wuchs als Tochter eines Farmers auf. Gegen dessen Widerstand und motiviert durch ihren älteren Bruder widmete sie sich intensiv dem Cricket. Sie besuchte die Bangladesh Krira Shikkha Protishtan (BKSP), die größte Sportinstitution im Land. Sie war Teil des bangladeschischen Teams bei der ICC U19 Women’s T20 World Cup 2023, wo sie die beste Bowlerin ihrer Mannschaft war.

## Aktive Karriere
Ihr Debüt in der Nationalmannschaft gab Marufa im Dezember 2022 in Neuseeland, wo sie ihr jeweils erstes WODI und WTwenty20 bestritt. Daraufhin wurde sie in den bangladeschischen Kader für den ICC Women’s T20 World Cup 2023 berufen. Dabei erreichte sie gegen Sri Lanka 3 Wickets für 23 Runs. Im Sommer 2023 gelangen ihr in der WODI-Serie gegen Indien 4 Wickets für 29 Runs, wofür sie als Spielerin des Spiels ausgezeichnet wurde. In der Folge gelang es ihr sich im Team zu etablieren.